# Shippo no Uta
Shippo no Uta (しっぽのうた?, Shippo no Uta, La canzone della coda) è un brano musicale della cantante giapponese Maaya Sakamoto, pubblicato come singolo il 23 agosto 2000. Il brano è stato utilizzato come sigla d'apertura del videogioco Napple Tale.

## Tracce
CD singolo
1. Shippo no Uta (しっぽのうた?, Shippo no Uta) - 2:45
2. Midori no Hane (みどりのはね?, Midori no Hane) - 2:54
3. Yoake no Octave (夜明けのオクターブ?, Yoake no Octave) - 1:51

Durata totale: 18:05

## Classifiche
| Classifica (1999)                        | Posizione più alta |
| ---------------------------------------- | ------------------ |
| Giappone (Classifica settimanale Oricon) | 39                 |